# Stress termico
Lo stress termico (o shock termico)  è uno stato di sollecitazione interna ad un materiale causato da variazioni termiche che, se brusche, possono causare in elementi fragili (ad esempio lastre di vetro) la loro rottura.

## Descrizione
Ad esempio se una lastra di vetro viene riscaldata da un lato, si avrà un lato della lastra a temperatura più elevata e l'altro lato a temperatura più bassa, per cui al suo interno si innesca un fenomeno di deformazione a causa della differenza di temperatura tra i due lati: la parte più calda della lastra tenderà a dilatarsi, mentre quella più fredda tenderà a rimanere invariata, opponendosi alla sollecitazione della parte più calda. 
Tale deformazione differenziata fa nascere delle tensioni interne di compressione nella parte più calda (che è frenata nella sua naturale dilatazione) e di trazione in quella più fredda (che frena la dilatazione della parte adiacente); se le tensioni interne superano la tensione di rottura del materiale si ha la frattura per shock termico.
Questo fenomeno è tanto più marcato tanto minore è la  conducibilità termica del materiale e/o tanto più rapido è lo sbalzo termico.
Lo stress termico avviene anche in caso in cui si crea un raffreddamento di una delle due superfici, soltanto che in questo caso la parte resa più fredda tende a contrarsi e quella più calda si oppone a tale movimento.